# اليتيمة (قرية)
اليتيمة قرية سوريّة تتبع إداريّاً لمحافظة حلب منطقة عفرين ناحية معبطلي، بلغ تعداد سكانها 260 نسمة حسب التعداد السكاني لعام 2004.